# Jemis del Sahel
Jemis del Sahel o el Jmis (en árabe: خميس الساحل‎, en lenguas bereberes: ⵙⴰⵃⵍ, en francés: Khemis Sahel) es un municipio marroquí en la región de Tánger-Tetuán-Alhucemas. Desde 1912 hasta 1956 perteneció a la zona norte del Protectorado español de Marruecos.